# Güster (Lauenburg)
Güster er en kommune i det nordlige Tyskland, beliggende i Amt Büchen under Kreis Herzogtum Lauenburg. Kreis Herzogtum Lauenburg ligger i delstaten Slesvig-Holsten.

## Geografi
Kommunen ligger ved Elbe-Lübeck-Kanal 10 km nordøst for Büchen.
Den øst-vest gående motorvej A 24 mellem Hamburg og Berlin krydser den nordlige del af kommunen.